# Carsten Gliese
Carsten Gliese (* 1965 in Krefeld) ist ein deutscher, international tätiger Fotograf und Künstler.

## Leben
Carsten Gliese studierte ab 1988 an der Kunstakademie Münster, wo er 1995 ein Jahr als Meisterschüler absolvierte. Von 2002 bis 2004 arbeitete er als Gastdozent und erhielt von 2008 bis 2009 einen Lehrauftrag für Fotografie an der Kunstakademie Münster. 2012 wurde er Dozent für Fotografie/Medien an der Freien Akademie der bildenden Künste in Essen. Seit 2014 ist Carsten Gliese Professor für Fotografie/Medien an der Hochschule der bildenden Künste Essen.

## Ausstellungen

### Einzelausstellungen (Auswahl)
- 2011: Hüttenstraße, Klosterstraße, Katholisch-Kirch-Straße, Hochstadenring, Hafenweg, Hachmeister Galerie, Münster
- 2010: Interventionen White Square Gallery, Berlin
- 2007: Modell Barcelona, Mehrwert e.V., Aachen
- 2006: Modell Osthaus, Osthaus Museum Hagen, Hagen
- 2005: Objekt_01, Objekt_02 Kunstverein Museum Schloss Morsbroich, Leverkusen
- 2004: Kunstverein Friedberg
- 2004: Kunstmuseum Unser Lieben Frauen, Magdeburg
- 2002: Zwischenbebauung III, Hafenweg 22, Münster
- 2000: Modell Heidelberg, Heidelberger Kunstverein, Heidelberg
- 1993: Blickfänger, Galerie Weber, Münster

### Gruppenausstellungen (Auswahl)
- 2014: RaumStrategien, Raum & Objekt Teil XI, Kunstverein Gelsenkirchen, Gelsenkirchen
- 2013: ArchiSkulptur, GKG, Bonn
- 2012: Anna Schmidt, Kunstraum Anna Schmidt, Düsseldorf
- 2011: Modell Wuppertal, Kunst im öffentlichen Raum, Universität Wuppertal
- 2010: Blickwechsel, Kultursekretariat Gütersloh
- 2010: Parasit, Kunst im öffentlichen Raum, Stadtgalerie Saarbrücken
- 2006: Jahresgaben, Westfälischer Kunstverein, Münster
- 2005: Blind Date, deutsch-chinesisches Kunstprojekt, Rheine
- 2004: Onbegrensd/Unbegrenzt, Roger Raveelmuseum, Belgien
- 2002: Modell Recklinghausen, Kunsthalle Recklinghausen
- 2001: Zwischenbebauung I, direttissima, Münster
- 1999: Modell Hawerkamp 2 Captains – 1 Mission, Städtische Ausstellungshalle, Münster
- 1998: Museum Dunikowskiego w Królikarni, Warschau
- 1998: Galeria & Fundacja Wyspa Progress, Danzig
- 1998: Bunkier Sztuki, Krakau
- 1997: Zwischenebene, Kunstverein Gelsenkirchen
- 1996: Skulpturenmuseum Marl, Marl
- 1995: Städtische Galerie Stuttgart
- 1995: Städtische Galerie Lüdenscheid, Lüdenscheid

## Preise und Stipendien
- 2010: Leo Breuer-Preis, Bonn
- 2005: Karl Ernst Osthaus-Preis
- 2003: Förderpreis der Stiftung Kunst und Kultur der Stadt Magdeburg
- 2001: Kunstpreis Münsterland, Förderpreis
- 2000: Ordo-Preis für Rauminstallation
- 1998: Kulturförderstipendium der westfälischen Wirtschaft
- 1997: Transfer, NRW – Polen, Sekretariat für gemeinsame Kulturarbeit in NRW
- 1996: Graduiertenstipendium, Kunstakademie Münster
- 1995: Bosch Förderpreis, 1. Preis
- 1994: Studiogalerie XVII, Förderpreis des Landschaftsverbandes Westfalen-Lippe

## Publikationen
- Blickwechsel, Kultursekretariat NRW Gütersloh 2010
- Something about Timm Ulrichs, Galerie Weißer Elefant 2010
- Polska – Niemcy 4:6, Galerie für Zeitgenössische Kunst BWA, Kattowitz (Polen) 2009
- Eine Höhle für Platon, Montag Stiftung Bildende Kunst 2009
- Creative Germany, DAAB 2009
- Carsten Gliese Arbeitslicht, Stadtgalerie Saarbrücken 2009
- Cross Over, Kulturforum Rheine 2007
- Blind Date II, Shanghai 2007
- Modell Osthaus, Karl Ernst Osthaus Museum, Hagen 2006
- Blind Date, Kulturforum Rheine 2005
- Carsten Gliese, Hachmeister Verlag 2004
- Ins Verhältnis-Setzen: Domestizieren, Kunstverein Ahlen 2004
- Onbegrensd/Unbegrenzt, Roger Raveelmuseum, Belgien 2004
- Totale, Kunstakademie Münster 2004
- Werk 04, Bildhauersymposium Heidenheim 2004
- Mit Sinnen, Skulpturenmuseum Marl 2003
- Parallele Architektur, Verlag das Wunderhorn 2002
- Kunstpreis Münsterland, Willi Otremba, Carsten Gliese, Sparkasse Coesfeld 2001
- direttissima, Kunstakademie Münster 2001
- points of view, Künstlerhaus Dortmund 2001
- Stadtansichten, 6 Positionen junger Kunst, Ardey-Verlag GmbH 2001
- 1:1, Carsten Gliese, Verlag der Galerie Michael Schlieper 1999
- Bildgestützte Räume, Ardey-Verlag GmbH 1998
- Transfer, Kultursekretariat NRW, Wuppertal 1998
- Letzter Aufguss, Kulturamt Düsseldorf 1996
- Installationen, Landschaftsverband Westfalen-Lippe, Heft 1 1996
- In Westfälischen Schlössern, Kunstakademie Münster 1994